# 1579 w literaturze
Wydarzenia literackie w 1579 roku.

## Nowe książki
- polskie
  - Jan Kochanowski:
    - Psałterz Dawidów
    - Siedm psalmów pokutnych

  - Piotr Skarga – Żywoty świętych